# Fasciculina
La fasciculina è una proteina tossica prodotta dal mamba verde (Dendroaspis angusticeps ), uno dei più velenosi serpenti esistenti. La sua tossicità deriva dal fatto che inibisce l'azione dell'acetilcolinesterasi (un enzima presente nei mammiferi), determinando la fascicolazione muscolare.